# Abenakiite-(Ce)
L'abenakiite-(Ce) è un minerale rarissimo appartenente al gruppo dei ciclosilicati con composizione chimica Na26Ce6(Si6O18)(PO4)6(CO3)6(SO2)O.

## Etimologia e storia
L'abenakiite-(Ce) è stata scoperta nel 1991 nella cava di Poudrette presso Mont-Saint-Hilaire, nel Québec in Canada, cosa che ne fa la sua località tipo. Il nome è dedicato al popolo degli Abenachi del Québec, una tribù di nativi americani..
La sua scoperta è avvenuta in uno xenolite di sienite-sodalite insieme a egirina, eudialite, manganoneptunite, polylithionite, serandite e steenstrupina-(Ce).

## Classificazione
Nella Classificazione Nickel-Strunz l'abenakiite-(Ce) si trova nella classe dei "ciclosilicati"; tale classe è ulteriormente suddivisa in base alla struttura degli anelli, in modo che il minerale possa essere trovato nella suddivisione "[Si6O18]12- anelli singoli con 6 membri, con anioni complessi isolati" dove forma il gruppo 9.CK.10 insieme al minerale luinaite-(OH).

## Abito cristallino
L'abenakiite-(Ce) cristallizza nel sistema trigonale nel gruppo spaziale R3 (gruppo nº 148); i suoi parametri reticolari sono a = 16,018(2) Å, c = 19,761(2) Å; possiede inoltre 3 unità di formula per cella unitaria.

## Morfologia
Il campione scoperto si presenta come un singolo cristallo trasparente di forma ellissoidale di circa 2x1mm.
La combinazione di elementi nell'abenakiite-(Ce) è unica. Un minerale chimicamente simile è la steenstrupina-(Ce). L'iper-sodio abenakiite-(Ce) è anche l'unico in presunta presenza di legante dell'anidride solforosa. Con un singolo grano originariamente trovato, l'abenakiite-(Ce) è estremamente rara.

## Origine e giacitura
L'abenakiite-(Ce) è stata trovata in una xenolite di sienite a sodalite nella sienite nefelinica. Si forma probabilmente in seguito ad eventi metasomatici durante la messa in posto della sienite nefelinica. Si presenta associata con l'egirina, l'eudialite, la manganoneptunite, la polylithionite, la sérandite e la steenstrupina-(Ce).

## Caratteristiche fisiche ed ottiche
L'abenakiite-(Ce) presenta una debole effervescenza in acido cloridrico. Otticamente non presenta fluorescenza e non è pleocroica.
È un silicato di sodio e cerio con anioni aggiuntivi di fosfato, carbonato e solfato. La sua struttura è quella di un ciclosilicato con anelli semplici di sei tetraedri di silice. Presenta una certa attività radioattiva dovuta alle impurità di elementi radioattivi come il torio o il samario.